# Авто Євро Сила
Всеукраїнська організація «Авто Євро Сила» (ВО «АЕС») — громадська організація створена та зареєстрована в вересні 2016 року, яка відстоює інтереси власників автомобілів на європейських номерах і намагається вплинути на прийняття Верховною радою України законодавства, яке б дозволяло розмитнювати автомобілі завезені з за кордону за ставками такими, як в європейських країнах.
Керівником ГО «Авто Євро Сила» є Олег Ярошевич, який за даними деяких ЗМІ є помічником народного депутата Наталії Веселової.
ВО «АЕС» має свої представництва майже в усіх областях України.
Основні вимоги власників автомобілів на іноземній реєстрації, яких налічується більше 3 000 000, та ГО «Авто Євро Сила» є скасування постанови Кабінету міністрів України №475 і прийняття Верховною Радою України законопроєктів №8487 і 8488. Документи передбачають зменшення розміру акцизного податку на автомобілі та скасування заборони на митне оформлення машин, які не відповідають екологічному стандарту «Євро-5».

## Акції протесту і перебіг подій

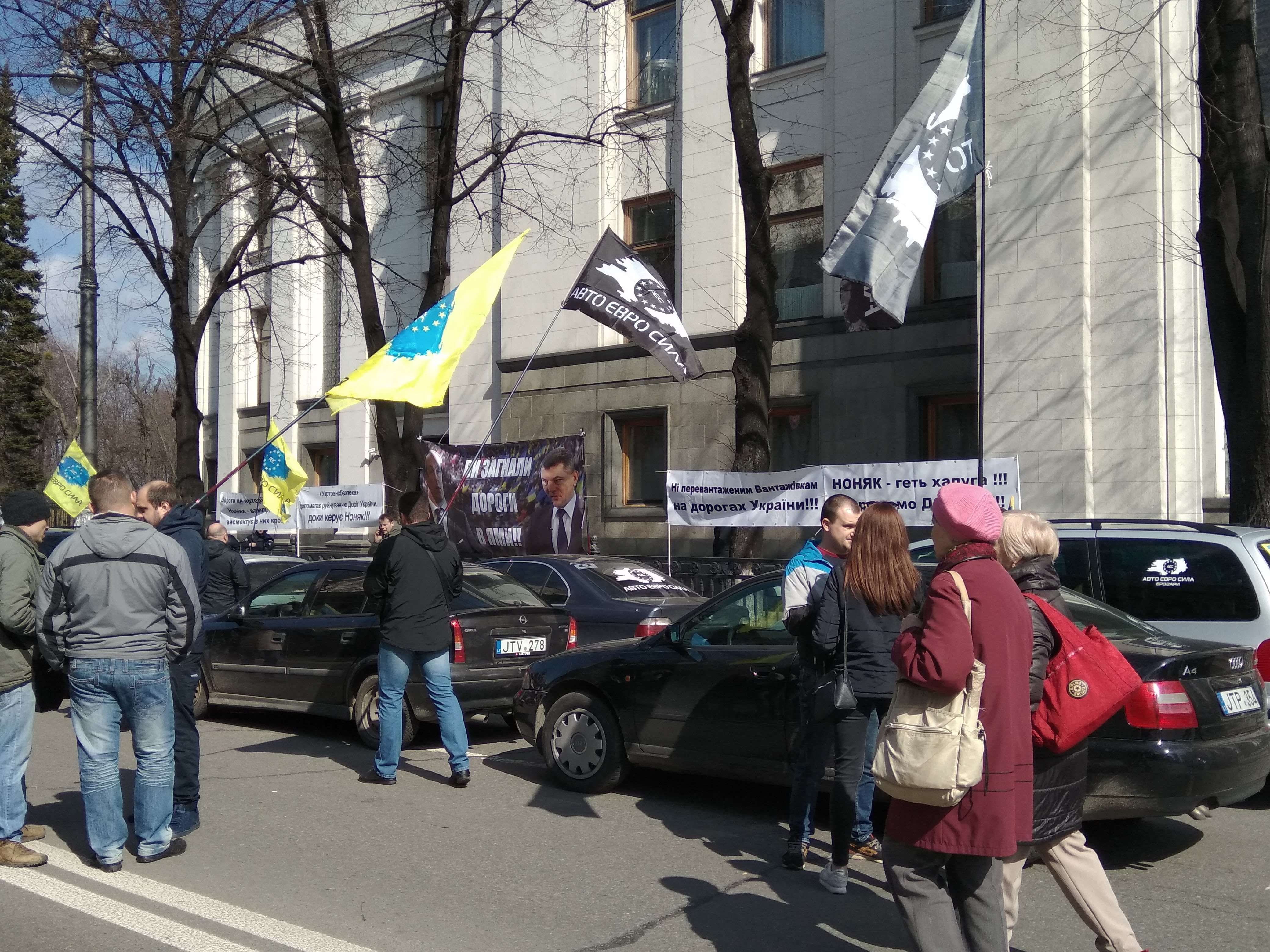
Акція «Авто Євро Сили»

У вересні 2017 власники «євроблях» перекривали вулиці Києва і влаштовували під Верховною Радою так званий «бляхомайдан».
4 лютого 2018 року відбулася акція протесту організована ВО «Авто Євро Сила» в якій взяли участь близько 1000 учасників, які вимагали знизити вартість розмитнення іноземних автомобілів.
18 квітня 2018 року ВО «Авто Євро Сила» організувала акцію протесту в якій взяли участь близько 1000 учасників, які вимагали Кабінет міністрів України не підвищувати ціни на пальне в інтересах окремих олігархів.
11 липня 2018 року учасники ВО «Авто Євро Сила» проводили акцію в центрі столиці і вимагають скасування постанови №479, якою було надано право поліції зупиняти авто на іноземних номерах і застосовувати до них штрафні санкції.
13 липня 2018 року після протестної акції організованої ВО «Авто Євро Сила» в якій брало участь декілька тисяч чоловік, які заблокували вихід з Верховної ради України, депутати побоюючись за своє життя повернулись до роботи і прийняли за основу законопроєкт №8487 "Про внесення змін до Податкового кодексу щодо оподаткування акцизним податком легкових транспортних засобів", який суттєво знизить акцизний збір за розмитнення автомобілів.
8 листопада Верховною Радою України, був проголосований Закон України №8487 «Про внесення змін до Податкового кодексу України, щодо оподаткування акцизним податком легкових транспортних засобів» та №8488 «Про внесення змін до Митного кодексу України та деяких законодавчих актів України щодо ввезення транспортних засобів на митну територію України» в зміненій редакції, яка вигідна олігархічним кланам, які займаються продажем автомобілів. ВО «Авто Євро Сила» оголосила всенародні акції протесту, якщо ці закони підпише Президент України[джерело?].
9 листопада на знак протесту проти прийнятих Верховною радою законів Ярошевич Олег Андрійович показово спалив свій Range Rover на іноземній реєстрації.
20 листопада в 14 областях Україні пройшла акція за доступне розмитнення. Через невміле керівництво ВО «Авто Євро Сила» учасники почали блокувати автошляхи, створюючи дискомфорт іншим учасникам руху, замість того щоб блокувати Верховну раду України[джерело?].
21 листопада протестувальники припинили блокувати автодороги[джерело?].
22 листопада голова Верховної ради України Андрій Парубій підписав закони №8487 і 8488 та направив їх Президенту України[джерело?].
23 листопада Президент України підписав закони №8487 і 8488[джерело?].
25 листопада керівник ВО «Авто Євро Сила» відмежувався від протестних акцій на західних кордонах України, зазначаючи, що вони діють тільки в правовому полі і зазначив, щоб люди звертались до них для отримання необхідних документів для розмитнення автомобілів на іноземній реєстрації.
14 січня 2019 року Олег Ярошевич користуючись своєю популярністю вирішив, що він балотуватиметься на пост Президента України.